# Damir Dugonjič
Damir Dugonjič (ur. 21 lutego 1988 w m. Ravne na Koroškem) – słoweński pływak,  mistrz Europy na 50 m stylem klasycznym, mistrz Europy na basenie 25-metrowym.
Startował na igrzyskach olimpijskich w Pekinie, zajmując 16. miejsce na 100 metrów stylem klasycznym, a także w Londynie na tym samym dystansie (18. miejsce).